# Primetime Emmy Award voor beste dramaserie
De Primetime Emmy Award voor beste dramaserie (Primetime Emmy Award for Outstanding Drama Series) is een jaarlijkse Amerikaanse televisieprijs die gegeven wordt aan de beste dramaserie van dat jaar. In de beginjaren veranderde de naam van de categorie meermaals.
Vijf programma's konden de prijs vier keer winnen: Game of Thrones, Hill Street Blues, L.A. Law, Mad Men en The West Wing.
De drie grote zenders (ABC, CBS en NBC) zijn de grote slokoppen en wonnen de meeste prijzen, al krijgen ze sinds het begin van de 21e eeuw steeds meer concurrentie. De (voorlopig) laatste keer dat een van de drie grote zenders de award won was voor Lost in 2005 (ABC).

## Winnaars en genomineerden
De winnaars staan bovenaan in vette letters op een gele achtergrond. De overige series en producenten die werden genomineerd staan eronder vermeld in alfabetische volgorde.

### 1951-1959
| 1951 (3e)                                           |            |
| Pulitzer Prize Playhouse                            | KECA-TV    |
| Fireside Theatre                                    | KTLA       |
| I Remember Mama                                     | KTTV, CBS  |
| The Philco Television Playhouse                     | KNBH, NBC  |
| Studio One                                          | KTTV, CBS  |
| 1952 (4e)                                           |            |
| Studio One                                          | CBS        |
| Celanese Theatre                                    | ABC        |
| The Philco-Goodyear Television Playhouse            | NBC        |
| Pulitzer Prize Playhouse                            | ABC        |
| Robert Montgomery Presents                          | NBC        |
| 1953 (5e)                                           |            |
| Beste dramatisch programma                          |            |
| Robert Montgomery Presents                          | NBC        |
| Celanese Theatre                                    | ABC        |
| Kraft Television Theatre                            | NBC        |
| The Philco-Goodyear Television Playhouse            | NBC        |
| Studio One                                          | CBS        |
| Beste mysterie, actie- of avonturenprogramma        |            |
| Dragnet                                             | NBC        |
| The Big Story                                       | NBC        |
| Foreign Intrigue                                    | Syndicatie |
| Martin Kane, Private Eye                            | NBC        |
| Racket Squad                                        | CBS        |
| 1954 (6e)                                           |            |
| Beste dramatisch programma                          |            |
| The United States Steel Hour                        | ABC        |
| Kraft Television Theatre                            | NBC        |
| The Philco-Goodyear Television Playhouse            | NBC        |
| Robert Montgomery Presents                          | NBC        |
| Studio One                                          | CBS        |
| Beste mysterie, actie- of avonturenprogramma        |            |
| Dragnet                                             | NBC        |
| Foreign Intrigue                                    | NBC        |
| I Led Three Lives                                   | Syndicatie |
| Suspense                                            | CBS        |
| The Web                                             | CBS        |
| 1955 (7e)                                           |            |
| Beste dramatische serie                             |            |
| The United States Steel Hour                        | ABC        |
| Four Star Playhouse                                 | CBS        |
| Medic                                               | NBC        |
| The Philco-Goodyear Television Playhouse            | NBC        |
| Studio One                                          | CBS        |
| Beste mysterie of intrige                           |            |
| Dragnet                                             | NBC        |
| Foreign Intrigue                                    | NBC        |
| I Led Three Lives                                   | Syndicatie |
| Racket Squad                                        | Syndicatie |
| Waterfront                                          | Syndicatie |
| Beste western of avonturenserie                     |            |
| Stories of the Century                              | Syndicatie |
| The Adventures of Wild Bill Hickok                  | Syndicatie |
| Annie Oakley                                        | Syndicatie |
| Death Valley Days                                   | CBS        |
| The Roy Rogers Show                                 | NBC        |
| 1956 (8e)                                           |            |
| Beste dramatische serie                             |            |
| Producers' Showcase                                 | NBC        |
| Alcoa-Goodyear Theatre                              | NBC        |
| Climax!                                             | CBS        |
| Studio One                                          | CBS        |
| The United States Steel Hour                        | CBS        |
| Beste actie- of avonturenserie                      |            |
| Disneyland                                          | ABC        |
| Alfred Hitchcock Presents                           | CBS        |
| Dragnet                                             | NBC        |
| Gunsmoke                                            | CBS        |
| The Lineup                                          | CBS        |
| 1957 (9e)                                           |            |
| Beste serie – Half uur of minder                    |            |
| The Phil Silvers Show (comedy)                      | CBS        |
| Alfred Hitchcock Presents (anthologie)              | CBS        |
| Father Knows Best (comedy)                          | NBC        |
| The Jack Benny Program (comedy)                     | CBS        |
| Person to Person (interview)                        | CBS        |
| Beste serie - Uur of meer                           |            |
| Caesar's Hour (comedy)                              | NBC        |
| Climax! (drama)                                     | CBS        |
| The Ed Sullivan Show (musical variety)              | CBS        |
| Omnibus (opvoedkundig)                              | CBS        |
| The Perry Como Show (musical variety)               | NBC        |
| 1958 (10e)                                          |            |
| Beste dramatische serie met terugkerende personages |            |
| Gunsmoke                                            | CBS        |
| Lassie                                              | CBS        |
| Maverick                                            | ABC        |
| Perry Mason                                         | CBS        |
| Wagon Train                                         | NBC        |
| Beste dramatische anthologieserie                   |            |
| Playhouse 90                                        | CBS        |
| Alfred Hitchcock Presents                           | CBS        |
| Climax!                                             | CBS        |
| Hallmark Hall of Fame                               | NBC        |
| Studio One                                          | CBS        |
| 1959 (11e)                                          |            |
| Beste dramatische serie - Minder dan een uur        |            |
| Alcoa-Goodyear Theatre                              | NBC        |
| Alfred Hitchcock Presents                           | CBS        |
| General Electric Theater                            | CBS        |
| The Loretta Young Show                              | NBC        |
| Naked City                                          | ABC        |
| Peter Gunn                                          | NBC        |
| Beste dramatische serie - Uur of langer             |            |
| Playhouse 90                                        | CBS        |
| The United States Steel Hour                        | CBS        |
| Beste western                                       |            |
| Maverick                                            | ABC        |
| Gunsmoke                                            | CBS        |
| Have Gun - Will Travel                              | CBS        |
| The Rifleman                                        | ABC        |
| Wagon Train                                         | NBC        |

### 1960-1969
| Jaar                                               | Programma                                                 | Producers  | Netwerk    |
| -------------------------------------------------- | --------------------------------------------------------- | ---------- | ---------- |
| 1960 (12e)                                         |                                                           |            |            |
| Playhouse 90 (Seizoen 4)                           |                                                           | CBS        |            |
| Ford Startime                                      |                                                           | NBC        |            |
| The Untouchables (Seizoen 1)                       |                                                           | ABC        |            |
| 1961 (13e)                                         |                                                           |            |            |
| Hallmark Hall of Fame: Macbeth                     |                                                           | NBC        |            |
| Naked City (Seizoen 2)                             |                                                           | ABC        |            |
| The Twilight Zone (Seizoen 2)                      |                                                           | CBS        |            |
| The Untouchables (Seizoen 2)                       |                                                           | ABC        |            |
| 1962 (14e)                                         |                                                           |            |            |
| The Defenders (Seizoen 1)                          |                                                           | CBS        |            |
| Alcoa Premiere (Seizoen 1)                         |                                                           | ABC        |            |
| Ben Casey (Seizoen 1)                              |                                                           | ABC        |            |
| The Dick Powell Show (Seizoen 1)                   |                                                           | NBC        |            |
| Hallmark Hall of Fame (Seizoen 11)                 |                                                           | NBC        |            |
| Naked City (Seizoen 3)                             |                                                           | ABC        |            |
| 1963 (15e)                                         |                                                           |            |            |
| The Defenders (Seizoen 2)                          |                                                           | CBS        |            |
| Alcoa Premiere (Seizoen 2)                         |                                                           | ABC        |            |
| The Dick Powell Show (Seizoen 2)                   |                                                           | NBC        |            |
| The Eleventh Hour (Seizoen 1)                      |                                                           | NBC        |            |
| Naked City (Seizoen 4)                             |                                                           | ABC        |            |
| 1964 (16e)                                         |                                                           |            |            |
| The Defenders (Seizoen 3)                          |                                                           | CBS        |            |
| Bob Hope Presents the Chrysler Theatre (Seizoen 1) |                                                           | NBC        |            |
| East Side/West Side                                |                                                           | CBS        |            |
| Mr. Novak (Seizoen 1)                              |                                                           | NBC        |            |
| The Richard Boone Show                             |                                                           | NBC        |            |
| 1965 (17e)                                         | Geen prijs                                                | Geen prijs | Geen prijs |
| 1966 (18e)                                         |                                                           |            |            |
| The Fugitive (Seizoen 3)                           | Alan A. Armer, producer                                   | ABC        |            |
| Bonanza (Seizoen 7)                                | David Dortort, producer                                   | NBC        |            |
| I Spy (Seizoen 1)                                  | Morton S. Fine, producer                                  | NBC        |            |
| The Man from U.N.C.L.E. (Seizoen 2)                | Norman Felton, executive producer                         | NBC        |            |
| Slattery's People (Seizoen 2)                      | Irving Elman, producer                                    | CBS        |            |
| 1967 (19e)                                         |                                                           |            |            |
| Mission: Impossible (Seizoen 1)                    | Joseph Gantman en Bruce Geller, producers                 | CBS        |            |
| The Avengers (Seizoen 4)                           | Julian Wintle, executive producer                         | ABC        |            |
| I Spy (Seizoen 2)                                  | David Friedkin en Morton S. Fine, producers               | NBC        |            |
| Run for Your Life (Seizoen 2)                      | Jo Swerling Jr., producer                                 | NBC        |            |
| Star Trek (Seizoen 1)                              | Gene Roddenberry en Gene L. Coon, producers               | NBC        |            |
| 1968 (20e)                                         |                                                           |            |            |
| Mission: Impossible (Seizoen 2)                    | Joseph Gantman, producer                                  | CBS        |            |
| The Avengers (Seizoen 5)                           | Albert Fennell en Brian Clemens, producers                | ABC        |            |
| I Spy (Seizoen 3)                                  | David Friedkin en Morton S. Fine, producers               | NBC        |            |
| NET Playhouse (Seizoen 2)                          | Curtis W. Davis, executive producer                       | NET        |            |
| Run for Your Life (Seizoen 3)                      | Roy Huggins, executive producer                           | NBC        |            |
| Star Trek (Seizoen 2)                              | Gene Roddenberry, executive producer                      | NBC        |            |
| 1969 (21e)                                         |                                                           |            |            |
| NET Playhouse (Seizoen 3)                          | Curtis W. Davis, executive producer                       | NET        |            |
| The F.B.I. (Seizoen 4)                             | Charles Larson, producer                                  | ABC        |            |
| Ironside (Seizoen 2)                               | Cy Chermak, executive producer                            | NBC        |            |
| Judd, for the Defense (Seizoen 2)                  | Harold Gast, producer                                     | ABC        |            |
| Mission: Impossible (Seizoen 3)                    | Bruce Geller, executive producer                          | CBS        |            |
| The Name of the Game (Seizoen 1)                   | Richard Irving, Leslie Stevens en David Victor, producers | NBC        |            |

### 1970-1979
| Jaar                                     | Programma | Producers | Netwerk |
| ---------------------------------------- | --- | --------- | ------- |
| 1970 (22e)                               | |           |         |
| Marcus Welby, M.D. (Seizoen 1)           | David Victor, executive producer; David J. O'Connell, producer | ABC       |         |
| The Forsyte Saga (Miniserie)             | Donald Wilson, producer | PBS       |         |
| Ironside (Seizoen 3)                     | Cy Chermak, executive producer; Douglas Benton, Winston Miller, Joel Rogosin en Albert Aley, producers | NBC       |         |
| The Mod Squad (Seizoen 2)                | Danny Thomas en Aaron Spelling, executive producers; Tony Barrett en Harve Bennett, producers | ABC       |         |
| The Name of the Game (Seizoen 2)         | Richard Irving, executive producer; George Eckstein, Dean Hargrove, Norman Lloyd en Boris Sagal, producers | NBC       |         |
| NET Playhouse (Seizoen 4)                | Jac Venza, executive producer | NET       |         |
| 1971 (23e)                               | |           |         |
| The Bold Ones: The Senator               | David Levinson, producer | NBC       |         |
| The First Churchills (Miniserie)         | Christopher Sarson en Donald Wilson, producers | PBS       |         |
| Ironside (Seizoen 4)                     | Cy Chermak, executive producer; Douglas Benton, Winston Miller, Joel Rogosin en Albert Aley, producers | NBC       |         |
| Marcus Welby, M.D. (Seizoen 2)           | David Victor, executive producer; David J. O'Connell, producer | ABC       |         |
| NET Playhouse (Seizoen 5)                | Jac Venza, executive producer | NET       |         |
| 1972 (24e)                               | |           |         |
| Elizabeth R (Miniserie)                  | Christopher Sarson, executive producer; Roderick Graham, producer | PBS       |         |
| Columbo (Seizoen 1)                      | Richard Levinson en William Link, executive producers; Everett Chambers, producer | NBC       |         |
| Mannix (Seizoen 5)                       | Bruce Geller, executive producer; Ivan Goff en Ben Roberts, producers | CBS       |         |
| Marcus Welby, M.D. (Seizoen 3)           | David Victor, executive producer; David J. O'Connell, producer | ABC       |         |
| The Six Wives of Henry VIII (miniserie)  | Ronald Travers en Mark Shivas, producers | PBS       |         |
| 1973 (25e)                               | |           |         |
| The Waltons (Seizoen 1)                  | Lee Rich, executive producer; Robert L. Jacks, producer | CBS       |         |
| Cannon (Seizoen 2)                       | Quinn Martin, executive producer; Harold Gast en Adrian Samish, producers | CBS       |         |
| Columbo (Seizoen 2)                      | Dean Hargrove, producer | NBC       |         |
| Hawaii Five-O (Seizoen 5)                | Leonard Freeman, executive producer; Bob Sweeney en Bill Finnegan, producers | CBS       |         |
| Kung Fu (Seizoen 1)                      | Jerry Thorpe, producer | ABC       |         |
| Mannix (Seizoen 6)                       | Bruce Geller, executive producer; Ivan Goff en Ben Roberts, producers | CBS       |         |
| 1974 (26e)                               | |           |         |
| Upstairs, Downstairs (Seizoen 1-2)       | Rex Firkin, executive producer; John Hawkesworth, producer | PBS       |         |
| Kojak (Seizoen 1)                        | Abby Mann en Matthew Rapf, executive producers; James Duff McAdams, producer | CBS       |         |
| Police Story (Seizoen 1)                 | David Gerber, executive producer; Stanley Kallis, producer | NBC       |         |
| The Streets of San Francisco (Seizoen 2) | Quinn Martin, executive producer; John Wilder, producer | ABC       |         |
| The Waltons (Seizoen 2)                  | Lee Rich, executive producer; Robert L. Jacks, producer | CBS       |         |
| 1975 (27e)                               | |           |         |
| Upstairs, Downstairs (Seizoen 3)         | Rex Firkin, executive producer; John Hawkesworth, producer | PBS       |         |
| Kojak (Seizoen 2)                        | Matthew Rapf, executive producer; Jack Laird en James Duff McAdams, producer | CBS       |         |
| Police Story (Seizoen 2)                 | David Gerber en Stanley Kallis, executive producers; Christopher Morgan, producer | NBC       |         |
| The Streets of San Francisco (Seizoen 3) | Quinn Martin, executive producer; John Wilder en William Robert Yates, producers | ABC       |         |
| The Waltons (Seizoen 3)                  | Lee Rich, executive producer; Robert L. Jacks, producer | CBS       |         |
| 1976 (28e)                               | |           |         |
| Police Story (Seizoen 3)                 | David Gerber en Stanley Kallis, executive producers; Liam O'Brien en Carl Pingitore, producers | NBC       |         |
| Baretta (Seizoen 2)                      | Bernard L. Kowalski, executive producer; Jo Swerling Jr., Robert Harris, Howie Horwitz en Robert Levin, producers | ABC       |         |
| Columbo (Seizoen 5)                      | Everett Chambers, producer | NBC       |         |
| The Streets of San Francisco (Seizoen 4) | Quinn Martin, executive producer; William Robert Yates, producer | ABC       |         |
| 1977 (29e)                               | |           |         |
| Upstairs, Downstairs (Seizoen 5)         | John Hawkesworth en Joan Sullivan, producers | PBS       |         |
| Baretta (Seizoen 3)                      | Anthony Spinner, Bernard L. Kowalski en Leigh Vance, executive producers; Charles Dismukes, producer | ABC       |         |
| Columbo (Seizoen 6)                      | Everett Chambers, producer | NBC       |         |
| Family (Seizoen 2)                       | Aaron Spelling, Leonard Goldberg en Mike Nichols, executive producers; Nigel McKeand, producer | ABC       |         |
| Police Story (Seizoen 4)                 | David Gerber, executive producer; Liam O'Brien, producer; Mel Swope, co-producer | NBC       |         |
| 1978 (30e)                               | |           |         |
| The Rockford Files (Seizoen 4)           | Meta Rosenberg, executive producer; Stephen J. Cannell, supervising producer; David Chase en Chas. Floyd Johnson, producers | NBC       |         |
| Columbo (Seizoen 7)                      | Richard Alan Simmons, producer | NBC       |         |
| Family (Seizoen 3)                       | Aaron Spelling en Leonard Goldberg, executive producers; Nigel McKeand, producer | ABC       |         |
| Lou Grant (Seizoen 1)                    | James L. Brooks en Allan Burns, executive producers; Gene Reynolds, producer | CBS       |         |
| Quincy, M.E. (Seizoen 3)                 | Glen A. Larson, Jud Kinberg en Richard Irving, executive producers; B.W. Sandefur, supervising producer; Christopher Morgan, Peter J. Thompson, Edward Montagne en Robert F. O'Neill, producers; Michael Sloan, associate executive producer | NBC       |         |
| 1979 (31e)                               | |           |         |
| Lou Grant (Seizoen 2)                    | Gene Reynolds, executive producer; Seth Freeman en Gary David Goldberg, producers | CBS       |         |
| The Paper Chase (Seizoen 1)              | Robert C. Thompson, executive producer; Robert Lewin en Albert Aley, producers | CBS       |         |
| The Rockford Files (Seizoen 5)           | Meta Rosenberg, executive producer; Stephen J. Cannell, supervising producer; Chas. Floyd Johnson, David Chase en Juanita Bartlett, producers                                                                                                | NBC       |         |

### 1980-1989
| Jaar                              | Programma | Producers | Netwerk |
| --------------------------------- | --- | --------- | ------- |
| 1980 (32e)                        | |           |         |
| Lou Grant (Seizoen 3)             | Gene Reynolds, executive producer; Seth Freeman, producer | CBS       |         |
| Dallas (Seizoen 3)                | Philip Capice en Lee Rich executive producers; Leonard Katzman, producer | CBS       |         |
| Family (Seizoen 5)                | Leonard Goldberg en Aaron Spelling executive producers; Edward Zwick, producer | ABC       |         |
| The Rockford Files (Seizoen 6)    | Juanita Bartlett, producer | NBC       |         |
| The White Shadow (Seizoen 2)      | Bruce Paltrow, executive producer; Mark Tinker, producer | CBS       |         |
| 1981 (33e)                        | |           |         |
| Hill Street Blues (Seizoen 1)     | Steven Bochco en Michael Kozoll, executive producers; Gregory Hoblit, producer | NBC       |         |
| Dallas (Seizoen 4)                | Philip Capice executive producer; Leonard Katzman, producer | CBS       |         |
| Lou Grant (Seizoen 4)             | Gene Reynolds, executive producer; Seth Freeman, producer | CBS       |         |
| Quincy, M.E. (Seizoen 6)          | David Moessinger, executive producer; Sam Egan, producer; Lester William Berke en William O. Cairncross, supervising producers | NBC       |         |
| The White Shadow (Seizoen 3)      | Bruce Paltrow, executive producer; Mark Tinker, producer; John Masius, coordinating producer | CBS       |         |
| 1982 (34e)                        | |           |         |
| Hill Street Blues (Seizoen 2)     | Steven Bochco, executive producer; David Anspaugh en Anthony Yerkovich, producers; Gregory Hoblit, supervising producer | NBC       |         |
| Dynasty (Seizoen 2)               | Douglas S. Cramer en Aaron Spelling, executive producers; Edward Ledding en Elaine Rich, producers; E. Duke Vincent, supervising producer | ABC       |         |
| Fame (Seizoen 1)                  | William Blinn en Gerald I. Isenberg, executive producers; Stan Rogow en Mel Swope, producers | NBC       |         |
| Lou Grant (Seizoen 5)             | Gene Reynolds, executive producer; Seth Freeman, producer | CBS       |         |
| Magnum, P.I. (Seizoen 2)          | Donald P. Bellisario, executive producer; Douglas Green, Andrew Schneider en Rick Weaver, producers | CBS       |         |
| 1983 (35e)                        | |           |         |
| Hill Street Blues (Seizoen 3)     | Steven Bochco, executive producer; Gregory Hoblit, co-executive producer; Anthony Yerkovich, supervising producer; David Anspaugh en Scott Brazil, producers | NBC       |         |
| Cagney & Lacey (Seizoen 2)        | Barney Rosenzweig, executive producer; Richard M. Rosenbloom en Harry R. Sherman, supervising producers; Steve Brown, Terry Louise Fisher, April Smith en Joseph Stern, producers                                                                                              | CBS       |         |
| Fame (Seizoen 2)                  | William Blinn, executive producer; Mel Swope, producer | NBC       |         |
| Magnum, P.I. (Seizoen 3)          | Donald P. Bellisario, executive producer; Douglas Green en Joel Rogosin, supervising producers; Chas. Floyd Johnson, producer; Reuben Leder en Rick Weaver, co-producers | CBS       |         |
| St. Elsewhere (Seizoen 1)         | Bruce Paltrow, executive producer; Joshua Brand, John Falsey, John Masius en Mark Tinker, producers | NBC       |         |
| 1984 (36e)                        | |           |         |
| Hill Street Blues (Seizoen 4)     | Steven Bochco, executive producer; Gregory Hoblit, co-executive producer; Scott Brazil, supervising producer; Jeff Lewis en Sascha Schneider, producers; David J. Latt, co-producer                                                                                            | NBC       |         |
| Cagney & Lacey (Seizoen 3)        | Barney Rosenzweig, executive producer; Peter Lefcourt, producer | CBS       |         |
| Fame (Seizoen 3)                  | William Blinn, executive producer; Ken Ehrlich, producer | NBC       |         |
| Magnum, P.I. (Seizoen 4)          | Donald P. Bellisario, executive producer; Douglas Benton en Chas. Floyd Johnson, supervising producers; Reuben Leder, producer; Nick Thiel en Rick Weaver, co-producers | CBS       |         |
| St. Elsewhere (Seizoen 2)         | Bruce Paltrow, executive producer; Mark Tinker, supervising producer; Tom Fontana en John Masius, producers; Abby Singer, coordinating producer | NBC       |         |
| 1985 (37e)                        | |           |         |
| Cagney & Lacey (Seizoen 4)        | Barney Rosenzweig, executive producer; Steve Brown, Terry Louise Fisher en Peter Lefcourt, producers | CBS       |         |
| Hill Street Blues (Seizoen 5)     | Steven Bochco, executive producer; Gregory Hoblit, co-executive producer; Scott Brazil, supervising producer; Jeff Lewis, producer; David Milch, co-producer | NBC       |         |
| Miami Vice (Seizoen 1)            | Michael Mann en Anthony Yerkovich, executive producers; Liam O'Brien, supervising producer; John Nicolella, supervising producer/producer; Mel Swope, producer; Richard Brams en George E. Crosby, co-producers                                                                | NBC       |         |
| Murder, She Wrote (Seizoen 1)     | Peter S. Fischer, Richard Levinson en William Link, executive producers; Robert F. O'Neill, supervising producer/producer; Douglas Benton, producer | CBS       |         |
| St. Elsewhere (Seizoen 3)         | Bruce Paltrow, executive producer; Mark Tinker, supervising producer; Tom Fontana en John Masius, producers; Abby Singer, coordinating producer | NBC       |         |
| 1986 (38e)                        | |           |         |
| Cagney & Lacey (Seizoen 5)        | Barney Rosenzweig, executive producer; Liz Coe, supervising producer; Steve Brown, Patricia Green en Ralph S. Singleton, producers; P.K. Knelman, co-producer | CBS       |         |
| Hill Street Blues (Seizoen 6)     | Jeff Lewis, executive producer; David Milch, co-executive producer; Scott Brazil, supervising producer; Michael Vittes, producer; Walon Green, co-producer; Penny Adams, coordinating producer                                                                                 | NBC       |         |
| Moonlighting (Seizoen 2)          | Glenn Gordon Caron, executive producer; Jay Daniel, co-executive producer/producer; Artie Mandelberg, supervising producer; Ron Osborn en Jeff Reno, producers | ABC       |         |
| Murder, She Wrote (Seizoen 2)     | Peter S. Fischer, executive producer; Robert F. O'Neill, producer | CBS       |         |
| St. Elsewhere (Seizoen 4)         | Bruce Paltrow, executive producer; Mark Tinker, supervising producer; Tom Fontana en John Masius, producers; Abby Singer, coordinating producer | NBC       |         |
| 1987 (39e)                        | |           |         |
| L.A. Law (Seizoen 1)              | Steven Bochco, executive producer; Gregory Hoblit, co-executive producer; Terry Louise Fisher, supervising producer; Scott Goldstein en Ellen S. Pressman, producers; Phillip M. Goldfarb, coordinating producer                                                               | NBC       |         |
| Cagney & Lacey (Seizoen 6)        | Barney Rosenzweig, executive producer; Jonathan Estrin en Shelley List, supervising producers; Georgia Jeffries en Ralph S. Singleton, producers; P.K. Knelman, co-producer | CBS       |         |
| Moonlighting (Seizoen 3)          | Glenn Gordon Caron, executive producer; Jay Daniel, co-executive producer/producer; Artie Mandelberg en Karen Hall, supervising producer; Ron Osborn, Jeff Reno en Roger Director, producers                                                                                   | ABC       |         |
| Murder, She Wrote (Seizoen 3)     | Peter S. Fischer, executive producer; Robert F. O'Neill, producer | CBS       |         |
| St. Elsewhere (Seizoen 5)         | Bruce Paltrow, executive producer; Mark Tinker, supervising producer; Tom Fontana en John Masius, producers; Abby Singer, coordinating producer | NBC       |         |
| 1988 (40e)                        | |           |         |
| thirtysomething (Seizoen 1)       | Marshall Herskovitz, executive producer; Edward Zwick, executive producer/producer; Paul Haggis, supervising producer; Scott Winant, producer | ABC       |         |
| Beauty and the Beast (Seizoen 1)  | Tony Thomas en Paul Junger Witt, executive producers; Ron Koslow, supervising producer; Stephen Kurzfeld, co-supervising producer; John David, Harvey Frand, Andrew Laskos, Kenneth R. Koch, George R.R. Martin en David Peckinpah, producers; Lynn Guthrie, co-producer       | CBS       |         |
| L.A. Law (Seizoen 2)              | Steven Bochco, executive producer; Gregory Hoblit en Rick Wallace, co-executive producers; Terry Louise Fisher, supervising producer; Scott Goldstein, producer; David E. Kelley, co-producer; Phillip M. Goldfarb, coordinating producer                                      | NBC       |         |
| Rumpole of the Bailey (Seizoen 4) | Rebecca Eaton, series executive producer; Lloyd Shirley, executive producer; Jacqueline Davis, producer | PBS       |         |
| St. Elsewhere (Seizoen 6)         | Bruce Paltrow en Mark Tinker, executive producers; John Tinker en Channing Gibson, producers; Abby Singer, coordinating producer | NBC       |         |
| 1989 (41e)                        | |           |         |
| L.A. Law (Seizoen 3)              | Steven Bochco, executive producer; Rick Wallace, co-executive producer; David E. Kelley, supervising producer; Michele Gallery en Scott Goldstein, producers; William M. Finkelstein en Judith Parker, co-producers; Phillip M. Goldfarb en Alice West, coordinating producers | NBC       |         |
| Beauty and the Beast (Seizoen 2)  | Ron Koslow, Tony Thomas en Paul Junger Witt, executive producers; Stephen Kurzfeld, supervising producer; Kenneth R. Koch en George R.R. Martin, producers; Alex Gansa, Howard Gordon en Patricia Livingston co-producers; David F. Schwartz, coordinating producer            | CBS       |         |
| China Beach (Seizoen 2)           | John Sacret Young, executive producer; Patricia Green, supervising producer; John Wells, producer; Geno Escarrega en Christopher Nelson; Fred Gerber, coordinating producer | ABC       |         |
| thirtysomething (Seizoen 2)       | Marshall Herskovitz en Edward Zwick, executive producers; Scott Winant, supervising producer; Richard Kramer, producer; Ellen S. Pressman, co-producer; Lindsley Parsons III, coordinating producer                                                                            | ABC       |         |
| Wiseguy (Seizoen 2)               | Stephen J. Cannell, executive producers; Les Sheldon, co-executive producer; David J. Burke, Stephen Kronish en Jo Swerling Jr., supervising producers; Alex Beaton en Alfonse Ruggiero, producers                                                                             | CBS       |         |

### 1990-1999
| Jaar                                       | Programma | Producers  | Netwerk |
| ------------------------------------------ | --- | ---------- | ------- |
| 1990 (42e)                                 | |            |         |
| L.A. Law (Seizoen 4)                       | David E. Kelley, executive producer; Rick Wallace, co-executive producer; William M. Finkelstein, supervising producer; Alice West, coordinating producer; Robert M. Breech, co-producer; Elodie Keene en Michael M. Robin, producers                                                        | NBC        |         |
| China Beach (Seizoen 3)                    | John Sacret Young, executive producer; Georgia Jeffries en John Wells, supervising producers; Geno Escarrega, Fred Gerber en Mimi Leder, producers | ABC        |         |
| Quantum Leap (Seizoen 2)                   | Donald P. Bellisario, executive producer; Deborah Pratt en Michael Zinberg, co-executive producers; Paul M. Belous, Scott Shepherd, Harker Wade en Robert Wolterstorff, supervising producers; Paul Brown, Jeff Gourson en Chris Ruppenthal, co-producers                                    | NBC        |         |
| thirtysomething (Seizoen 3)                | Edward Zwick en Marshall Herskovitz, executive producers; Scott Winant, supervising producer; Lindsley Parsons III, coordinating producer; Ellen S. Pressman, co-producer; en Richard Kramer, producer                                                                                       | ABC        |         |
| Twin Peaks (Seizoen 1)                     | Mark Frost en David Lynch, executive producers; Gregg Fienberg en David J. Latt, producers | ABC        |         |
| 1991 (43e)                                 | |            |         |
| L.A. Law (Seizoen 5)                       | Robert Breech, Alan Brennert, Patricia Green, James C. Hart, John Hill, Elodie Keene, David E. Kelley, Rick Wallace en Alice West | NBC        |         |
| China Beach (                              | Geno Escarrega, Carol Flint, Mimi Leder, John Wells, Lydia Woodward en John Sacret Young | ABC        |         |
| Northern Exposure (Seizoenen 1-2)          | Cheryl Bloch, Joshua Brand, John Falsey, Diane Frolov, Robin Green, Mathew Nodella, Charles Rosin, Andrew Schneider en Robert T. Skodis | CBS        |         |
| Quantum Leap (Seizoen 3)                   | Donald P. Bellisario, Paul Brown, Jeff Gourson, Deborah Pratt, Chris Ruppenthal, Harker Wade, Robert Wolterstorff en Michael Zinberg | NBC        |         |
| thirtysomething (Seizoen 4)                | Joseph Dougherty, Ann Lewis Hamilton, Marshall Herskovitz, Richard Kramer, Lindsley Parsons III, Ellen Pressman, Scott Winant en Edward Zwick | ABC        |         |
| 1992 (44e)                                 | |            |         |
| Northern Exposure (Seizoen 3)              | Cheryl Bloch, Joshua Brand, John Falsey, Diane Frolov, Robin Green, Jeff Melvoin, Matthew Nodella, Andrew Schneider en Rob Thompson | CBS        |         |
| I'll Fly Away (Seizoen 1)                  | Joshua Brand, David Chase, John Falsey, Barbara Hall, John Forrest Niss en Ian Sander | NBC        |         |
| L.A. Law (Seizoen 6)                       | Don Behrns, Steven Bochco, Robert Breech, Alan Brennert, Carol Flint, Patricia Green, James C. Hart, Elodie Keene en Rick Wallace | NBC        |         |
| Law & Order (Seizoen 2)                    | David Black, Michael Duggan, Jeffrey Hayes, Robert Nathan, Robert Palm, Daniel Sackheim, Joseph Stern en Dick Wolf | NBC        |         |
| Quantum Leap (Seizoen 4)                   | Donald P. Bellisario, David Bellisario, Paul Brown, Jeff Gourson, Deborah Pratt, Chris Ruppenthal, Tommy Thompson, Harker Wade en Michael Zinberg | NBC        |         |
| 1993 (45e)                                 | |            |         |
| Picket Fences (Seizoen 1)                  | Robert Breech, David E. Kelley, Mark Perry, Jonathan Pontell, Michael Pressman en Alice West | CBS        |         |
| Homefront (Seizoen 2)                      | Christopher Chulack, David Jacobs, Lynn Marie Latham, Bernard Lechowick, Dianne Massock en Jim Stanley | ABC        |         |
| I'll Fly Away (Seizoen 2)                  | Joshua Brand, Henry Bromell, David Chase, John Falsey, Barbara Hall, John Forrest Niss en Ian Sander | NBC        |         |
| Law & Order (Seizoen 3)                    | Michael Chernuchin, Arthur Forney, Walon Green, Jeffrey Hayes, Robert Nathan, Joseph Stern en Dick Wolf | NBC        |         |
| Northern Exposure (Seizoen 4)              | Cheryl Bloch, Joshua Brand, Martin Bruestle, John Falsey, Diane Frolov, Robin Green, Jeff Melvoin, Andrew Schneider, Rob Thompson en Michael Vittes | CBS        |         |
| 1994 (46e)                                 | |            |         |
| Picket Fences (Seizoen 2)                  | Robert Breech, Ann Donahue, David E. Kelley, Geoffrey Neigher, Jack Philbrick, Jonathan Pontell, Michael Pressman en Alice West | CBS        |         |
| Law & Order (Seizoen 4)                    | René Balcer, Michael S. Chernunchin, Arthur W. Forney, Lewis H. Gould, Walon Green, Jeffrey Hayes, Robert Nathan, Ed Sherin en Dick Wolf | NBC        |         |
| Northern Exposure (Seizoen 5)              | Cheryl Bloch, Martin Bruestle, David Chase, Michael Fresco, Diane Frolov, Robin Green, Barbara Hall, Jeff Melvoin, Andrew Schneider en Michael Vittes | CBS        |         |
| NYPD Blue (Seizoen 1)                      | Burton Armus, Steven Bochco, Steven DePaul, Robert Doherty, Gregory Hoblit, Ted Mann, David Milch, Michael M. Robin en Gardner Stern | ABC        |         |
| Star Trek: The Next Generation (Seizoen 7) | Rick Berman, Brannon Braga, Merri Howard, Peter Lauritson, David Livingston, Ronald D. Moore, Wendy Neuss, Michael Piller en Jeri Taylor | Syndicatie |         |
| 1995 (47e)                                 | |            |         |
| NYPD Blue (Seizoen 2)                      | Burton Armus, Steven Bochco, Bill Clark, Steven DePaul, Robert Doherty, Charles H. Eglee, Channing Gibson, Walon Green, Gregory Hoblit, Ted Mann, David Milch, Michael M. Robin, Gardner Stern en Mark Tinker                                                                                | ABC        |         |
| Chicago Hope (Seizoen 1)                   | Michael Braverman, Dennis Cooper, Rob Corn, Michael Dinner, David E. Kelley, James C. Hart, John Heath, Michael Pressman en John Tinker | CBS        |         |
| ER (Seizoen 1)                             | Christopher Chulack, Michael Crichton, Mimi Leder, Paul Manning, Dennis Murphy, Robert Nathan, John Wells en Lydia Woodward | NBC        |         |
| Law & Order (Seizoen 5)                    | René Balcer, Michael S. Chernuchin, Arthur W. Forney, Lewis H. Gould, Jeffrey Hayes, Mark B. Perry, Ed Sherin, Dick Wolf en Ed Zuckerman | NBC        |         |
| The X-Files (Seizoen 2)                    | Chris Carter, executive producer; R.W. Goodwin, Glen Morgan en James Wong, co-executive producers; Howard Gordon, supervising producer; Paul Rabwin, co-producer; Rob Bowman, Joseph Patrick Finn, Kim Manners en David Nutter, producers                                                    | Fox        |         |
| 1996 (48e)                                 | |            |         |
| ER (Seizoen 2)                             | Christopher Chulack, Michael Crichton, Carol Flint, Mimi Leder, Paul Manning, Wendy Spence, John Wells, Lydia Woodward | NBC        |         |
| Chicago Hope (Seizoen 2)                   | Kevin Arkadle, Rob Corn, Bill D'Elia, Michael Dinner, Patricia Green, James C. Hart, John Heath, David E. Kelley en John Tinker | CBS        |         |
| Law & Order (Seizoen 6)                    | René Balcer, Michael S. Chernuchin, Arthur W. Forney, Billy Fox, Morgan Gendel, Lewis H. Gould, Jeffrey Hayes, Ed Sherin, Dick Wolf en Ed Zuckerman | NBC        |         |
| NYPD Blue (Seizoen 3)                      | Steven Bochco, Bill Clark, Steven DePaul, Robert Doherty, David Milch, Theresa Rebeck, Michael M. Robin, Gardner Stern en Mark Tinker | ABC        |         |
| The X-Files (Seizoen 3)                    | Rob Bowman, Chris Carter, Joseph Patrick Finn, R.W. Goodwin, Howard Gordon, Kim Manners en Paul Rabwin | Fox        |         |
| 1997 (49e)                                 | |            |         |
| Law & Order (Seizoen 7)                    | René Balcer, Arthur W. Forney, Billy Fox, Lewis H. Gould, Jeffrey Hayes, Jeremy R. Littman, Ed Sherin, Gardner Stern, Dick Wolf en Ed Zuckerman | NBC        |         |
| Chicago Hope (Seizoen 3)                   | Rob Corn, Bill D'Elia, James C. Hart, John Heath, Tim Kring, Dawn Prestwich, John Tinker en Nicole Yorkin | CBS        |         |
| ER (Seizoen 3)                             | Penny Adams, Neal Baer, Christopher Chulack, Michael Crichton, Carol Flint, Lance Gentile, Paul Manning, Wendy Spence, John Wells en Lydia Woodward | NBC        |         |
| NYPD Blue (Seizoen 4)                      | Steven Bochco, Bill Clark, Steven DePaul, Robert Doherty, David Milch, David Mills, Theresa Rebeck, Michael M. Robin, Mark Tinker en Michael Watkins | ABC        |         |
| The X-Files (Seizoen 4)                    | Chris Carter, R.W. Goodwin en Howard Gordon, executive producers; Ken Horton, Glen Morgan en James Wong, consulting producers; Vince Gilligan, Paul Rabwin en Frank Spotnitz, co-producers; Lori Jo Nemhauser, associate producer; Rob Bowman, Joseph Patrick Finn en Kim Manners, producers | Fox        |         |
| 1998 (50e)                                 | |            |         |
| The Practice (Seizoen 2)                   | Robert Breech, David E. Kelley, Jeffrey Kramer, Christina Musrey, Jonathan Pontell, Ed Redlich, Gary Strangis, Alice West en Pam Wisne | ABC        |         |
| ER (Seizoen 4)                             | Penny Adams, Neal Baer, Christopher Chulack, Michael Crichton, Carol Flint, Lance Gentile, Walon Green, David Mills, Jack Orman, Tom Park, Wendy Spence Rosato, John Wells en Lydia Woodward                                                                                                 | NBC        |         |
| Law & Order (Seizoen 8)                    | René Balcer, David Black, William N. Fordes, Arthur W. Forney, Billy Fox, Lewis H. Gould, Jeffrey Hayes, Kathy McCormick, I.C. Rapoport, Ed Sherin, David Shore, Richard Sweren en Dick Wolf                                                                                                 | NBC        |         |
| NYPD Blue (Seizoen 5)                      | Kevin Arkadie, Paris Barclay, Steven Bochco, Bill Clark, Steven DePaul, Robert Doherty, David Milch en Mark Tinker | ABC        |         |
| The X-Files (Seizoen 5)                    | Chris Carter, R.W. Goodwin, Paul Rabwin en John Shiban, executive producers; Frank Spotnitz, co-executive producer; Vince Gilligan, supervising producer; Ken Horton, consulting producer; Lori Jo Nemhauser, co-producer; Rob Bowman, Joseph Patrick Finn en Kim Manners, producers         | Fox        |         |
| 1999 (51e)                                 | |            |         |
| The Practice (Seizoen 3)                   | Robert Breech, David E. Kelley, Jeffrey Kramer, Christina Musrey, Gary Strangis en Pam Wisne | ABC        |         |
| ER (Seizoen 5)                             | Penny Adams, Neal Baer, Christopher Chulack, Michael Crichton, Carol Flint, Jonathan Kaplan, Jack Orman, Tom Park, Wendy Spence Rosato, John Wells en Lydia Woodward | NBC        |         |
| Law & Order (Seizoen 9)                    | René Balcer, William N. Fordes, Billy Fox, Lewis H. Gould, Jeffrey Hayes, Kathy McCormick, Ed Sherin, David Shore, Richard Sweren, Dick Wolf en Ed Zuckerman | NBC        |         |
| NYPD Blue (Seizoen 6)                      | Paris Barclay, Steven Bochco, Bill Clark, Steven DePaul, Robert Doherty, Leonard Gardner, David Milch, Doug Palau, Meredith Stiehm, Mark Tinker en Nicholas Wootton | ABC        |         |
| The Sopranos (Seizoen 1)                   | Mitchell Burgess, David Chase, Allen Coulter, Robin Green, Brad Grey, Ilene S. Landress en Frank Renzulli | HBO        |         |

### 2000-2009
| Jaar                                       | Programma | Producers   | Netwerk |
| ------------------------------------------ | --- | ----------- | ------- |
| 2000 (52e)                                 | |             |         |
| The West Wing (Seizoen 1)                  | Aaron Sorkin, Thomas Schlamme en John Wells, executive producers; Kristin Harms, Llewellyn Wells, producers | NBC         |         |
| ER (Seizoen 6)                             | John Wells, Michael Crichton en Lydia Woodward, executive producers; Neal Baer en Jack Orman, co-executive producers; R. Scott Gemmill, supervising producer; Penny Adams, Patrick Harbinson, Jonathan Kaplan, Wendy Spence Rosato en Richard Thorpe, producers | NBC         |         |
| Law & Order (Seizoen 10)                   | Dick Wolf, René Balcer en Ed Sherin, executive producers; Jeffrey Hayes en Kathy McCormick, co-executive producers; Billy Fox en Richard Sweren, supervising producers; William N. Fordes, Lynn Mamet, Barry Schindel en Lewis H. Gould, producers | NBC         |         |
| The Practice (Seizoen 4)                   | David E. Kelley, executive producer; Bob Breech, co-executive producer; Jeffrey Kramer, Christina Musrey, Gary M. Strangis en Pamela Wisne, producers | ABC         |         |
| The Sopranos (Seizoen 2)                   | David Chase, Mitchell Burgess, Robin Green en Brad Grey, executive producers; Frank Renzulli, co-executive producer; Martin Bruestle, Allen Coulter, Todd A. Kessler, Ilene S. Landress en Terence Winter, producers | HBO         |         |
| 2001 (53e)                                 | |             |         |
| The West Wing (Seizoen 2)                  | Aaron Sorkin, Thomas Schlamme en John Wells, executive producers; Kevin Falls, co-executive producer; Kristin Harms, Michael Hissrich, Lawrence O'Donnell jr. en Llewellyn Wells, producers | NBC         |         |
| ER (Seizoen 7)                             | John Wells, Neal Baer, Michael Crichton en Jack Orman, executive producers; Meredith Stiehm, co-executive producer; R. Scott Gemmill en Dee Johnson, supervising producer; Jonathan Kaplan, Christopher Misiano, Wendy Spence Rosato, Joe Sachs en Richard Thorpe, producers                                                                                                 | NBC         |         |
| Law & Order (Seizoen 11)                   | Dick Wolf, William Finkelstein, Jeffrey Hayes, Arthur Penn en Barry Schindel en executive producers; Arthur Forney, Kathy McCormick en Richard Sweren, co-executive producers; William Fordes en Lynn Mamet, supervising producers; Lewis Gould, Kati Johnston en Gary Karr, producers                                                                                       | NBC         |         |
| The Practice (Seizoen 5)                   | David E. Kelley en Robert Breech, executive producers; Joseph Berger-Davis en Christina Musrey, supervising producers; Todd Kessler, Gary Strangis en Pamela Wisne, producers | ABC         |         |
| The Sopranos (Seizoen 3)                   | David Chase, Mitchell Burgess, Robin Green en Brad Grey, executive producers; Ilene Landress, co-executive producer; Terence Winter, supervising producer; Henry Bronchtein, Martin Bruestle en Todd Kessler, producers | HBO         |         |
| 2002 (54e)                                 | |             |         |
| The West Wing (Seizoen 3)                  | Aaron Sorkin, Thomas Schlamme en John Wells, executive producers; Kevin Falls, co-executive producer; Alex Graves en Christopher Misiano, supervising producers; Kristin Harms, Michael Hissrich en Llewellyn Wells, producers | NBC         |         |
| 24 (Seizoen 1)                             | Joel Surnow, Robert Cochran, Brian Grazer en Tony Krantz, executive producers; Howard Gordon en Stephen Hopkins, co-executive producers; Cyrus Yavneh, producer | FOX         |         |
| CSI: Crime Scene Investigation (Seizoen 2) | Jerry Bruckheimer, Anthony Zuiker, Ann Donahue en Carol Mendelsohn, executive producers; Jonathan Littman en Sam Strangis, co-executive producers; Danny Cannon, Cindy Chvatal en William Petersen, supervising producers | CBS         |         |
| Law & Order (Seizoen 12)                   | Dick Wolf, Jeffrey Hayes, Peter Jankowski en Barry Schindel executive producers; Arthur Forney, Lewis H. Gould, Eric Overmyer en Richard Sweren, co-executive producers; William N. Fordes en Lynn Mamet, supervising producers; Wendy Battles, Gary Karr, Roz Weinman en Kati Johnston, producers                                                                           | NBC         |         |
| Six Feet Under (Seizoenen 1-2)             | Alan Ball, Robert Greenblatt, David Janollari en Alan Poul, executive producers; Bruce Eric Kaplan en Christian Williams, co-executive producers; Laurence Andries, Scott Buck, Rick Cleveland, supervising producers; Jill Soloway en Christian Taylor, producers | HBO         |         |
| 2003 (55e)                                 | |             |         |
| The West Wing (Seizoen 4)                  | Aaron Sorkin, Thomas Schlamme en John Wells, executive producers; Kevin Falls, Alex Graves, Christopher Misiano en Llewellyn Wells, co-executive producers; Paul Redford, supervising producer; Neal Ahern jr. en Kristin Harms, producers | NBC         |         |
| 24 (Seizoen 2)                             | Joel Surnow, Robert Cochran, Howard Gordon, Brian Grazer en Tony Krantz, executive producers; Jon Cassar, Michael Loceff, Norman Powell, Kiefer Sutherland, producers | FOX         |         |
| CSI: Crime Scene Investigation (Seizoen 3) | Jerry Bruckheimer, Anthony Zuiker, Danny Cannon, Ann Donahue en Carol Mendelsohn, executive producers; Cindy Chvatal, Jonathan Littman, William Petersen en Naren Shankar, co-executive producers; Andrew Lipsitz, supervising producer; Josh Berman, Ken Fink, Richard Lewis en Louis Milito, producers                                                                     | CBS         |         |
| Six Feet Under (Seizoen 3)                 | Alan Ball, Robert Greenblatt, David Janollari en Alan Poul, executive producers; Bruce Eric Kaplan, co-executive producer; Scott Buck, Rick Cleveland en Jill Soloway, supervising producers; Robert Del Valle en Lori Jo Nemhauser en Kate Robin, producers | HBO         |         |
| The Sopranos (Seizoen 4)                   | David Chase, Mitchell Burgess, Robin Green, Brad Grey en Ilene S. Landress, executive producers; Terence Winter, co-executive producer; Henry J. Bronchtein en Martin Bruestle, producers | HBO         |         |
| 2004 (56e)                                 | |             |         |
| The Sopranos (Seizoen 5)                   | David Chase, Mitchell Burgess, Robin Green, Brad Grey, Ilene S. Landress en Terence Winter, executive producers; Henry J. Bronchtein, co-executive producer; Matthew Weiner, supervising producer; Martin Bruestle, producer | HBO         |         |
| 24 (Seizoen 3)                             | Joel Surnow, Robert Cochran, Howard Gordon, Brian Grazer en Tony Krantz, executive producers; Evan Katz en Kiefer Sutherland, co-executive producers; Michael Loceff, supervising producer; Jon Cassar, Tim Iacofano en Stephen Kronish, producers | FOX         |         |
| CSI: Crime Scene Investigation (Seizoen 4) | Jerry Bruckheimer, Anthony E. Zuiker, Danny Cannon, Cindy Chvatal, Ann Donahue, Jonathan Littman, Carol Mendelsohn en William Petersen, executive producers; Andrew Lipsitz en Naren Shankar, co-executive producers; Josh Berman, supervising producer; Elizabeth Devine, Ken Fink, Bruce Golin, Richard Lewis en Louis Milito, producers                                   | CBS         |         |
| Joan of Arcadia (Seizoen 1)                | Barbara Hall en James Hayman, executive producers; Randy Anderson en Peter Schindler, co-executive producers; Tom Garrigus, producer | CBS         |         |
| The West Wing (Seizoen 5)                  | John Wells, executive producer; Alex Graves, Christopher Misiano en Llewellyn Wells, co-executive producers; Carol Flint, Alexa Junge, Peter Noah, Paul Redford en John Sacret Young, supervising producers; Eli Attie, Kristin Harms en Andrew Stearn, producers | NBC         |         |
| 2005 (57e)                                 | |             |         |
| Lost (Seizoen 1)                           | J.J. Abrams, Jack Bender, Bryan Burk, Carlton Cuse en Damon Lindelof, executive producers; Jesse Alexander en David Fury, co-executive producers; Javier Grillo-Marxuach, supervising producer; Sarah Caplan, Leonard Dick en Jean Higgins, producers | ABC         |         |
| 24 (Seizoen 4)                             | Joel Surnow, Robert Cochran, Howard Gordon, Brian Grazer en Evan Katz, executive producers; Jon Cassar, Stephen Kronish, Peter M. Lenkov, Michael Loceff en Kiefer Sutherland, co-executive producers; Tim Iacofano, producer | FOX         |         |
| Deadwood (Seizoen 2)                       | David Milch en Gregg Fienberg, executive producers; Scott Stephens en Jody Worth, supervising producers; Ed Bianchi, Ted Mann en Elizabeth Sarnoff, producers | HBO         |         |
| Six Feet Under (Seizoen 4)                 | Alan Ball, Robert Greenblatt, David Janollari, Bruce Eric Kaplan en Alan Poul, executive producers; Scott Buck en Rick Cleveland, co-executive producers; Jill Soloway, supervising producer; Robert Del Valle en Lori Jo Nemhauser en Kate Robin, producers | HBO         |         |
| The West Wing (Seizoen 6)                  | John Wells, Alex Graves en Christopher Misiano, executive producers; Carol Flint, Peter Noah en John Sacret Young, supervising producers; Eli Attie, Kristin Harms, Andrew Stearn en Michael Hissrich, producers | NBC         |         |
| 2006 (58e)                                 | |             |         |
| 24 (Seizoen 5)                             | Joel Surnow, Robert Cochran, Howard Gordon, Brian Grazer en Evan Katz, executive producers; Jon Cassar, Manny Coto, David Fury, Michael Klick, Stephen Kronish, Michael Loceff en Kiefer Sutherland, co-executive producers; Brad Turner, producer | FOX         |         |
| Grey's Anatomy (Seizoen 2)                 | Shonda Rhimes, Betsy Beers, Mark Gordon en Jim Parriott, executive producers; Peter Horton, Krista Vernoff en Mark Wilding, co-executive producers; Kip Koenig, Mimi Schmir, Gabrielle Stanton en Harry Werksman, supervising producers; Tony Phelan, Joan Rater en Rob Corn, producers                                                                                      | ABC         |         |
| House (Seizoen 2)                          | David Shore, Bryan Singer, Paul Attanasio, Katie Jacobs, executive producers; Doris Egan, Russel Friend, Garrett Lerner, Thomas L. Moran en David Semel, co-executive producers; Matt Witten, supervising producer; Lawrence Kaplow en Gerrit van der Meer, producers | FOX         |         |
| The Sopranos (Seizoen 6)                   | David Chase, Brad Grey, Ilene S. Landress en Terence Winter, executive producers; Henry J. Bronchtein en Matthew Weiner, co-executive producers; Diane Frolov en Andrew Schneider, supervising producers; Martin Bruestle en Gianna Maria Smart, producers | HBO         |         |
| The West Wing (Seizoen 7)                  | John Wells, Alex Graves, Christopher Misiano, Peter Noah en Lawrence O'Donnell jr. executive producers; Eli Attie, supervising producers; Debora Cahn, Kristin Harms, Andrew Stearn, Patrick Ward en Michael Hissrich, producers | NBC         |         |
| 2007 (59e)                                 | |             |         |
| The Sopranos (Seizoen 6)                   | David Chase, Brad Grey, Ilene S. Landress, Terence Winter en Matthew Weiner, executive producers; Henry J. Bronchtein, co-executive producer; Diane Frolov en Andrew Schneider, supervising producers; Martin Bruestle en Gianna Maria Smart, producers | HBO         |         |
| Boston Legal (Seizoen 3)                   | David E. Kelley, Bill D'Elia en Janet Leahy, executive producers; Mike Listo, co-executive producer; Steve Robin, supervising producer; Janet Knutsen McCann, producer | ABC         |         |
| Grey's Anatomy (Seizoen 3)                 | Shonda Rhimes, Betsy Beers, Mark Gordon, Peter Horton en Krista Vernoff, executive producers; Mark Wilding, Allan Heinberg en Tony Phelan, co-executive producers; Joan Rater, Debora Cahn en Kip Koenig, supervising producers; Linda Klein en Rob Corn, producers | ABC         |         |
| Heroes (Seizoen 1)                         | Tim Kring, Dennis Hammer en Allan Arkush, executive producers; Greg Beeman, Jesse Alexander, Jeph Loeb, Michael Green, Bryan Fuller en Natalie Chaidez, co-executive producers; Adam Armus en Kay Foster, supervising producers; Jim Chory, producer | NBC         |         |
| House (Seizoen 3)                          | David Shore, Katie Jacobs, Paul Attanasio, Bryan Singer, Daniel Sackheim, executive producers; Russel Friend, Garrett Lerner, Thomas L. Moran, Doris Egan, co-executive producers; Peter Blake en Leonard Dick, supervising producers; Lawrence Kaplow en Gerrit van der Meer, producers                                                                                     | FOX         |         |
| 2008 (60e)                                 | |             |         |
| Mad Men (Seizoen 1)                        | Matthew Weiner, executive producer; Tom Palmer, co-executive producer; Scott Hornbacher, Lisa Albert, Andre Jacquemetton, Maria Jacquemetton, producers | AMC         |         |
| Boston Legal (Seizoen 4)                   | David E. Kelley en Bill D'Elia, executive producers; Mike Listo en Lawrence Broch, co-executive producers; Steve Robin, supervising producer; Janet Knutsen, producer | ABC         |         |
| Damages (Seizoen 1)                        | Todd A. Kessler, Glenn Kessler, Daniel Zelman en Mark A. Baker, executive producers | FX Networks |         |
| Dexter (Seizoen 2)                         | John Goldwyn, Sara Colleton, Clyde Phillips, Daniel Cerone, executive producers; Melissa Rosenberg, Scott Buck, co-executive producers; Robert Lloyd Lewis, producer | Showtime    |         |
| House (Seizoen 4)                          | David Shore, Bryan Singer, Paul Attanasio, Katie Jacobs, Russel Friend, Garrett Lerner en Thomas L. Moran, executive producers; Gerrit van der Meer, Peter Blake, Eli Attie, Doris Egan en Deran Sarafian, co-executive producers; Leonard Dick, supervising producer; Marcy Kaplan, producer                                                                                | FOX         |         |
| Lost (Seizoen 4)                           | J.J. Abrams, Damon Lindelof, Carlton Cuse, Bryan Burk en Jack Bender, executive producers; Edward Kitsis, Adam Horowitz, Drew Goddard, Stephen Williams en Jean Higgins, co-executive producers; Elizabeth Sarnoff, supervising producer; Pat Churchill en Ra'uf Glasgow, producers                                                                                          | ABC         |         |
| 2009 (61e)                                 | |             |         |
| Mad Men (Seizoen 2)                        | Matthew Weiner, executive producer; Scott Hornbacher, co-executive producer; Andre Jacquemetton, Maria Jacquemetton en Lisa Albert, supervising producer | AMC         |         |
| Big Love (Seizoen 3)                       | Mark V. Olsen, Will Scheffer, Tom Hanks, Gary Goetzman en David Knoller, executive producers; Bernadette Caulfield, co-executive producer; Steve Turner, producer | HBO         |         |
| Breaking Bad (Seizoen 2)                   | Vince Gilligan en Mark Johnson, executive producers; Melissa Bernstein, Stewart A Lyons en Karen Moore, producers | AMC         |         |
| Damages (Seizoen 2)                        | Todd A. Kessler, Glenn Kessler en Daniel Zelman, executive producers; Aaron Zelman, co-executive producer; Mark Baker, producer | FX Networks |         |
| Dexter (Seizoen 3)                         | John Goldwyn, Sara Colleton, Clyde Phillips en Charles H. Eglee, executive producers; Melissa Rosenberg en Scott Buck, co-executive producers; Tim Schlattmann en Robert Lloyd Lewis, producers | Showtime    |         |
| House (Seizoen 5)                          | David Shore, Bryan Singer, Paul Attanasio, Katie Jacobs, Russel Friend, Garrett Lerner, Thomas L. Moran en Hugh Laurie, executive producers; Gerrit van der Meer, Peter Blake, Eli Attie, Doris Egan, Deran Sarafian, Leonard Dick en Lawrence Kaplow, co-executive producers; Liz Friedman, supervising producer; David Foster, David Hoselton en Marcy G. Kaplan, producer | FOX         |         |
| Lost (Seizoen 5)                           | J.J. Abrams, Jack Bender, Bryan Burk, Carlton Cuse, Adam Horowitz, Edward Kitsis en Damon Lindelof, executive producers; Jean Higgins, Elizabeth Sarnoff en Stephen Williams, co-executive producers; Paul Zbyszewski, supervising producer; Pat Churchill, Ra'uf Glasgow en Brian K. Vaughan, producers                                                                     | ABC         |         |

### 2010-2019
| Jaar                                | Programma | Producers   | Netwerk |
| ----------------------------------- | --- | ----------- | ------- |
| 2010 (62e)                          | |             |         |
| Mad Men (Seizoen 3)                 | Matthew Weiner en Scott Hornbacher (executive producers); Lisa Albert (supervising producer); Blake McCormick en Dwayne Shattuck, producers | AMC         |         |
| Breaking Bad (Seizoen 3)            | Vince Gilligan en Mark Johnson, executive producers; Michelle MacLaren, co-executive producer; Sam Catlin, supervising producer; Melissa Bernstein, Peter Gould, George Mastras en Thomas Schnauz, producers; Stewart A. Lyons, produced by | AMC         |         |
| Dexter (Seizoen 4)                  | John Goldwyn, Sara Colleton, Clyde Phillips, Charles H. Eglee, Melissa Rosenberg en Scott Buck, executive producers; Tim Schlattmann en Wendy West, supervising producers; Lauren Gussis, producer; Robert Lloyd Lewis, produced by | Showtime    |         |
| The Good Wife (Seizoen 1)           | Robert King, Michelle King, Ridley Scott, Tony Scott, David W. Zucker en Brooke Kennedy, executive producers; Todd Ellis Kessler en Ted Humphrey, co-executive producers | CBS         |         |
| Lost (Seizoen 6)                    | Damon Lindelof, J.J. Abrams, Carlton Cuse, Edward Kitsis, Adam Horowitz, Elizabeth Sarnoff, Jack Bender, Bryan Burk en Jean Higgins, executive producers; Paul Zbyszewski, co-executive producer; Melinda Hsu Taylor en Ra'uf Glasgow, producers | ABC         |         |
| True Blood (Seizoen 2)              | Alan Ball en Gregg Fienberg, executive producers; Brian Buckner en Nancy Oliver, co-executive producers; Alexander Woo, supervising producer; Raelle Tucker en Mark McNair, producers | HBO         |         |
| 2011 (63e)                          | |             |         |
| Mad Men (Seizoen 4)                 | Matthew Weiner en Scott Hornbacher, executive producers; Andre Jacquemetton en Maria Jacquemetton, co-executive producers; Dahvi Waller, Jonathan Abrahams, Dwayne Shattuck en Blake McCormick, producers | AMC         |         |
| Boardwalk Empire (Seizoen 1)        | Terence Winter, Martin Scorsese, Mark Wahlberg, Stephen Levinson en Tim Van Patten, executive producers; Eugene Kelly en Lawrence Konner, co-executive producers; Howard Korder en Margaret Nagle, supervising producers; Rick Yorn en Rudd Simmons, producers | HBO         |         |
| Dexter (Seizoen 5)                  | John Goldwyn, Sara Colleton, Chip Johannessen, Manny Coto, Scott Buck en Michael C. Hall, executive producers; Tim Schlattmann en Wendy West, co-executive producers; Lauren Gussis, supervising producer; Robert Lloyd Lewis, produced by | Showtime    |         |
| Friday Night Lights (Seizoen 5)     | Brian Grazer, David Nevins, Peter Berg, Sarah Aubrey, David Hudgins en Jason Katims, executive producers; John Cameron, Patrick Massett, John Zinman en Bridget Carpenter, co-executive producers; Rolin Jones, supervising producer; Ron Fitzgerald, Michael Waxman en Kerry Ehrin, producers; Nan Bernstein Freed, produced by                                              | DirecTV     |         |
| Game of Thrones (Seizoen 1)         | David Benioff en D.B. Weiss, executive producers; George R.R. Martin, Vince Gerardis, Ralph Vicinanza, Guymon Casady en Carolyn Strauss, co-executive producers; Frank Doelger en Mark Huffam, producers | HBO         |         |
| The Good Wife (Seizoen 2)           | Ridley Scott, Tony Scott, Robert King, Michelle King, David W. Zucker en Brooke Kennedy, executive producers; Ted Humphrey, Leonard Dick en Keith Eisner, co-executive producers; Courtney Kemp Agboh en Corinne Brinkerhoff, producers | CBS         |         |
| 2012 (64e)                          | |             |         |
| Homeland (Seizoen 1)                | Alex Gansa, Howard Gordon, Michael Cuesta, Gideon Raff, Avi Nir en Ran Tellem, executive producers; Chip Johannessen en Alexander Cary, co-executive producers; Michael Klick, producer; Henry Bromell en Meredith Stiehm, consulting producers | Showtime    |         |
| Boardwalk Empire (Seizoen 2)        | Terence Winter, Martin Scorsese, Mark Wahlberg, Stephen Levinson en Tim Van Patten, executive producers; Eugene Kelly en Howard Korder, co-executive producers; Rick Yorn en Joe Iberti, producers | HBO         |         |
| Breaking Bad (Seizoen 4)            | Vince Gilligan, Mark Johnson en Michelle MacLaren, executive producers; Melissa Bernstein en Sam Catlin, co-executive producers; Peter Gould, George Mastras en Thomas Schnauz, supervising producers; Moira Walley-Beckett, Bryan Cranston en Diane Mercer, producers; Stewart A. Lyons, produced by                                                                         | AMC         |         |
| Downton Abbey (Seizoen 2)           | Gareth Neame, Julian Fellowes en Rebecca Eaton, executive producers; Liz Trubridge, producer | PBS         |         |
| Game of Thrones (Seizoen 2)         | David Benioff, D.B. Weiss, Frank Doelger en Carolyn Strauss, executive producers; George R.R. Martin, Vanessa Taylor, Alan Taylor, Guymon Casady en Vince Gerardis, co-executive producers; Bernadette Caulfield, producer by | HBO         |         |
| Mad Men (Seizoen 5)                 | Matthew Weiner, Scott Hornbacher, Andre Jacquemetton en Maria Jacquemetton, executive producers; Victor Levin, co-executive producer; Jon Hamm en Blake McCormick, producers | AMC         |         |
| 2013 (65e)                          | |             |         |
| Breaking Bad (Seizoen 5)            | Vince Gilligan, Mark Johnson en Michelle MacLaren, executive producers; Melissa Bernstein, Sam Catlin, Peter Gould, George Mastras en Thomas Schnauz, co-executive producers; Moira Walley-Beckett, supervising producer; Bryan Cranston en Diane Mercer, producers; Stewart A. Lyons, produced by                                                                            | AMC         |         |
| Downton Abbey (Seizoen 3)           | Gareth Neame en Julian Fellowes, executive producers; Nigel Marchant, co-executive producer; Liz Trubridge, producer | PBS         |         |
| Game of Thrones (Seizoen 3)         | David Benioff, D.B. Weiss, Carolyn Strauss, Frank Doelger en Bernadette Caulfield, executive producers; Guymon Casady, Vince Gerardis, George R.R. Martin en Vanessa Taylor, co-executive producers; Chris Newman en Greg Spence, producers | HBO         |         |
| Homeland (Seizoen 2)                | Alex Gansa, Howard Gordon, Michael Cuesta, Gideon Raff, Avi Nir, Ran Tellem, Meredith Stiehm, Chip Johannessen, Alexander Cary en Henry Bromell, executive producers; Michael Klick, producer | Showtime    |         |
| House of Cards (Seizoen 1)          | David Fincher, Josh Donen, Eric Roth, Beau Willimon, John Melfi, Kevin Spacey, Dana Brunetti, Lord Michael Dobbs en Andrew Davies, executive producers; Rick Cleveland, Sarah Treem en Robert Zotnowski, co-executive producers; Keith Huff en Karyn McCarthy, producers | Netflix     |         |
| Mad Men (Seizoen 6)                 | Matthew Weiner, Scott Hornbacher, Andre Jacquemetton, Maria Jacquemetton en Janet Leahy, executive producers; Semi Chellas, supervising producer; Jon Hamm, Blake McCormick en Erin Levy, producers | AMC         |         |
| 2014 (66e)                          | |             |         |
| Breaking Bad (Seizoen 5)            | Vince Gilligan, Mark Johnson en Michelle MacLaren, executive producers; Melissa Bernstein, Sam Catlin, Peter Gould, George Mastras, Thomas Schnauz en Moira Walley-Beckett, co-executive producers; Bryan Cranston en Diane Mercer, producers; Stewart A. Lyons, produced by                                                                                                  | AMC         |         |
| Downton Abbey (Seizoen 4)           | Gareth Neame, Julian Fellowes en Liz Trubridge, executive producers; Nigel Marchant, co-executive producer; Rupert Ryle-Hodges, producer | PBS         |         |
| Game of Thrones (Seizoen 4)         | David Benioff, D.B. Weiss, Carolyn Strauss, Frank Doelger en Bernadette Caulfield, executive producers; Vince Gerardis, Guymon Casady en George R.R. Martin, co-executive producers; Chris Newman en Greg Spence, producers | HBO         |         |
| House of Cards (Seizoen 2)          | Beau Willimon, Josh Donen, Eric Roth, David Fincher, Kevin Spacey, Dana Brunetti, Andrew Davies, Michael Dobbs en David Manson, executive producers; John Mankiewicz en Robert Zotnowski, co-executive producers; Iain Paterson, produced by | Netflix     |         |
| Mad Men (Seizoen 7)                 | Matthew Weiner, Scott Hornbacher en Janet Leahy, executive producers; Semi Chellas, co-executive producer; Erin Levy, supervising producer; Jon Hamm, Blake McCormick en Tom Smuts, producers | AMC         |         |
| True Detective (Seizoen 1)          | Nic Pizzolatto, Cary Joji Fukunaga, Scott Stephens, Steve Golin, Woody Harrelson, Matthew McConaughey en Richard Brown, executive producers; Carol Cuddy, producer | HBO         |         |
| 2015 (67e)                          | |             |         |
| Game of Thrones (Seizoen 5)         | David Benioff, D.B. Weiss, Carolyn Strauss, Frank Doelger en Bernadette Caulfield, executive producers; Vince Gerardis, Guymon Casady en George R.R. Martin, co-executive producers; Chris Newman, Greg Spence, Lisa McAtackney en Bryan Cogman, producers | HBO         |         |
| Better Call Saul (Seizoen 1)        | Vince Gilligan, Peter Gould, Mark Johnson en Melissa Bernstein, executive producers; Thomas Schnauz en Stewart A. Lyons, co-executive producers; Gennifer Hutchison, supervising producer; Diane Mercer, Nina Jack en Bob Odenkirk, producers | AMC         |         |
| Downton Abbey (Seizoen 5)           | Gareth Neame, Nigel Marchant, Julian Fellowes en Liz Trubridge, executive producers; Chris Croucher, producer | PBS         |         |
| Homeland (Seizoen 4)                | Alex Gansa, Howard Gordon, Alexander Cary, Chip Johannessen, Lesli Linka Glatter, Meredith Stiehm, Gideon Raff, Avi Nir en Ran Telem, executive producers; Patrick Harbinson en Michael Klick, co-executive producers; Claire Danes en Lauren White, producers | Showtime    |         |
| House of Cards (Seizoen 3)          | Beau Willimon, Andrew Davies, Michael Dobbs, Kevin Spacey, Dana Brunetti, Josh Donen, Eric Roth, David Fincher en John David Coles, executive producers; John Mankiewicz en Robert Zotnowski, co-executive producers; Frank Pugliese, supervising producer; Jay Carson, producer; Karen Moore, produced by                                                                    | Netflix     |         |
| Mad Men (Seizoen 7)                 | Matthew Weiner, Scott Hornbacher en Janet Leahy, executive producers; Semi Chellas, co-executive producer; Erin Levy, supervising producer; Jon Hamm, Blake McCormick en Tom Smuts, producers | AMC         |         |
| Orange Is the New Black (Seizoen 2) | Jenji Kohan, executive producer; Mark A. Burley, Stephen Falk, Sara Hess en Lisa I. Vinnecour, co-executive producers; Tara Herrmann, producer; Neri Kyle Tannenbaum, produced by | Netflix     |         |
| 2016 (68e)                          | |             |         |
| Game of Thrones (Seizoen 6)         | David Benioff, D.B. Weiss, Carolyn Strauss, Frank Doelger en Bernadette Caulfield, executive producers; Vince Gerardis, Guymon Casady en George R.R. Martin, co-executive producers; Bryan Cogman, supervising producer; Chris Newman, Greg Spence en Lisa McAtackney, producers                                                                                              | HBO         |         |
| The Americans (Seizoen 4)           | Joe Weisberg, Joel Fields, Graham Yost, Darryl Frank, Justin Falvey en Chris Long, executive producers; Stephen Schiff, co-executive producer; Mary Rae Thewlis, produced by; Joshua Brand, consulting producer | FX Networks |         |
| Better Call Saul (Seizoen 2)        | Vince Gilligan, Peter Gould, Mark Johnson, Melissa Bernstein en Thomas Schnauz, executive producers; Gennifer Hutchison, co-executive producer; Nina Jack, supervising producer; Diane Mercer en Bob Odenkirk, producers; Robin Sweet, produced by | AMC         |         |
| Downton Abbey (Seizoen 6)           | Gareth Neame, Julian Fellowes, Liz Trubridge en Nigel Marchant, executive producers; Chris Croucher, producer | PBS         |         |
| Homeland (Seizoen 5)                | Alex Gansa, Howard Gordon, Chip Johannessen, Lesli Linka Glatter, Meredith Stiehm, Avi Nir, Ran Telem, Gideon Raff en Patrick Harbinson, executive producers; Michael Klick, Claire Danes, Ron Nyswaner, Ted Mann en Benjamin Cavell, co-executive producers; Lauren White en Katie O'Hara, producers                                                                         | Showtime    |         |
| House of Cards (Seizoen 4)          | Beau Willimon, Andrew Davies, Michael Dobbs, Robin Wright, Kevin Spacey, Dana Brunetti, Josh Donen, Eric Roth en David Fincher, executive producers; John Mankiewicz en Robert Zotnowski, co-executive producers; Jay Carson en Frank Pugliese, supervising producers; Hameed Shaukat, producer; Boris Malden, produced by                                                    | Netflix     |         |
| Mr. Robot (Seizoen 1)               | Sam Esmail, Chad Hamilton en Steve Golin, executive producers; Kyle Bradstreet en David Iserson, supervising producers; Margo Myers Massey, produced by | USA         |         |
| 2017 (69e)                          | |             |         |
| The Handmaid's Tale (Seizoen 1)     | Bruce Miller, Warren Littlefield, Daniel Wilson, Fran Sears en Ilene Chaiken, executive producers; Sheila Hockin, Eric Tuchman, Frank Siracusa en John Weber, co-executive producers; Kira Snyder, supervising producer; Elisabeth Moss, producer; Joseph Boccia, produced by; Leila Gerstein, consulting producer                                                            | Hulu        |         |
| Better Call Saul (Seizoen 3)        | Vince Gilligan, Peter Gould, Mark Johnson, Melissa Bernstein, Thomas Schnauz en Gennifer Hutchison, executive producers; Nina Jack en Diane Mercer, co-executive producers; Bob Odenkirk, Jonathan Glatzer en Gordon Smith, producers; Robin Sweet, produced by | AMC         |         |
| The Crown (Seizoen 1)               | Peter Morgan, Stephen Daldry, Andy Harries, Philip Martin, Suzanne Mackie, Matthew Byam Shaw, Robert Fox en Tanya Seghatchian, executive producers; Andrew Eaton, producer | Netflix     |         |
| House of Cards (Seizoen 5)          | Melissa James Gibson, Frank Pugliese, Andrew Davies, Michael Dobbs, Robin Wright, Kevin Spacey, Dana Brunetti, Josh Donen, Eric Roth, David Fincher, Daniel Minahan en John Mankiewicz, executive producers; Robert Zotnowski, co-executive producer; Kenneth Lin en Hameed Shaukat, supervising producers; Laura Eason en Bill Kennedy, producers; Boris Malden, produced by | Netflix     |         |
| Stranger Things (Seizoen 1)         | The Duffer Brothers, Dan Cohen en Shawn Levy, executive producers; Iain Paterson, co-executive producer | Netflix     |         |
| This Is Us (Seizoen 1)              | Dan Fogelman, Jess Rosenthal, John Requa, Glenn Ficarra, Ken Olin, Donald Todd en Charles Gogolak, executive producers; KJ Steinberg, Isaac Aptaker, Elizabeth Berger, Joe Lawson en Steve Beers, co-executive producers; Vera Herbert en Bekah Brunstetter, producers | NBC         |         |
| Westworld (Seizoen 1)               | J.J. Abrams, Jonathan Nolan, Lisa Joy en Bryan Burk, executive producers; Athena Wickham, Kathy Lingg, Richard J. Lewis, Roberto Patino en Katherine Lingenfelter, co-executive producers; Cherylanne Martin, producer | HBO         |         |
| 2018 (70e)                          | |             |         |
| Game of Thrones (Seizoen 7)         | David Benioff, D.B. Weiss, Carolyn Strauss, Frank Doelger en Bernadette Caulfield, executive producers; George R.R. Martin, Guymon Casady, Vince Gerardis en Bryan Cogman, co-executive producers; Chris Newman, Lisa McAtackney en Greg Spence, producers | HBO         |         |
| The Americans (Seizoen 6)           | Joe Weisberg, Joel Fields, Chris Long, Graham Yost, Justin Falvey, Darryl Frank, Stephen Schiff en Mary Rae Thewlis, executive producers; Tracey Scott Wilson en Peter Ackermann, co-executive producers; Joshua Brand, consulting producer | FX Networks |         |
| The Crown (Seizoen 2)               | Peter Morgan, Stephen Daldry, Andy Harries, Philip Martin, Suzanne Mackie, Matthew Byam Shaw en Robert Fox, executive producers; Andy Stebbing en Martin Harrison, producers | Netflix     |         |
| The Handmaid's Tale (Seizoen 2)     | Bruce Miller, Warren Littlefield, Elisabeth Moss, Daniel Wilson en Fran Sears, executive producers; Mike Barker, Sheila Hockin, Eric Tuchman, Kira Snyder, Yahlin Chang, Frank Siracusa en John Weber, co-executive producers; Dorothy Fortenberry, producer; Joseph Boccia, produced by; Margaret Atwood en Ron Milbauer, consulting producers                               | Hulu        |         |
| Stranger Things (Seizoen 2)         | Iain Paterson, Shawn Levy, Dan Cohen en The Duffer Brothers, executive producers; Rand Geiger en Justin Doble, producers | Netflix     |         |
| This Is Us (Seizoen 2)              | Dan Fogelman, Jess Rosenthal, Isaac Aptaker, Elizabeth Berger, John Requa, Glenn Ficarra, Ken Olin en Charles Gogolak, executive producers; KJ Steinberg, Steve Beers, Don Roos en Tyler Bensinger, co-executive producers; Vera Herbert, supervising producer; Bekah Brunstetter, Cathy Mickel Gibson en Nick Pavonetti, producers                                           | NBC         |         |
| Westworld (Seizoen 2)               | Jonathan Nolan, Lisa Joy, J.J. Abrams, Athena Wickham, Richard J. Lewis, Roberto Patino en Ben Stephenson, executive producers; Eugene Kelly, Ron Fitzgerald, Frederick E.O. Toye en Michael Polaire, co-executive producers; Carly Wray, Dan Dietz en Stephen Semel, producers; Jordan Goldberg, consulting producer                                                         | HBO         |         |
| 2019 (71e)                          | |             |         |
| Game of Thrones (Seizoen 8)         | David Benioff, D.B. Weiss, Carolyn Strauss, Bernadette Caulfield, Frank Doelger, David Nutter en Miguel Sapochnik, executive producers; Vince Gerardis, Guymon Casady, George R.R. Martin en Bryan Cogman, co-executive producers; Chris Newman, Greg Spence, Lisa McAtackney en Duncan Muggoch, producers                                                                    | HBO         |         |
| Better Call Saul (Seizoen 4)        | Vince Gilligan, Peter Gould, Mark Johnson, Melissa Bernstein, Thomas Schnauz en Gennifer Hutchison, executive producers; Nina Jack en Diane Mercer, co-executive producers; Gordon Smith en Alison Tatlock, supervising producers; Ann Cherkis en Bob Odenkirk, producers; Robin Sweet, produced by                                                                           | AMC         |         |
| Bodyguard (Seizoen 1)               | Jed Mercurio, Simon Heath, Elizabeth Kilgarriff en Roderick Seligman, executive producers; Priscilla Parish en Eric Coulter, produced by | Netflix     |         |
| Killing Eve (Seizoen 2)             | Sally Woodward Gentle, Lee Morris, Phoebe Waller-Bridge, Emerald Fennell, Gina Mingacci en Damon Thomas, executive producers; Francesca Gardiner en Sandra Oh, co-executive producers; Elinor Day, Morenike Williams en Andy Noble, produced by | BBC America |         |
| Ozark (Seizoen 2)                   | Jason Bateman, Chris Mundy, Bill Dubuque, Mark Williams en David Manson, executive producers; Alyson Feltes, Ryan Farley en Patrick Markey, co-executive producers; Erin Mitchell, producer; Matthew Spiegel, produced by | Netflix     |         |
| Pose (Seizoen 1)                    | Ryan Murphy, Brad Falchuk, Nina Jacobson, Brad Simpson, Alexis Martin Woodall en Sherry Marsh, executive producers; Steven Canals en Silas Howard, co-executive producers; Janet Mock, Our Lady J en Lou Eyrich, producers; Erica Kay, produced by | FX Networks |         |
| Succession (Seizoen 1)              | Jesse Armstrong, Adam McKay, Will Ferrell, Frank Rich, Kevin Messick, Mark Mylod en Jane Tranter, executive producers; Tony Roche, Lucy Prebble en Georgia Pritchett, co-executive producers; Jonathan Glatzer en Jon Brown, supervising producers; Dara Schnapper, producer; Jonathan Filley, produced by                                                                    | HBO         |         |
| This Is Us (Seizoen 3)              | Dan Fogelman, Jess Rosenthal, Isaac Aptaker, Elizabeth Berger, Ken Olin, John Requa, Glenn Ficarra en Charles Gogolak, executive producers; Steve Beers, KJ Steinberg, Kevin Falls en Julia Brownell, co-executive producers; Vera Herbert en Bekah Brunstetter, supervising producers; Shukree Hassan Tilghman, Nicholas Pavonetti en Cathy Mickel Gibson, producers         | NBC         |         |

### 2020-2029
| Jaar                            | Programma | Producers     | Netwerk |
| ------------------------------- | --- | ------------- | ------- |
| 2020 (72e)                      | |               |         |
| Succession (Seizoen 2)          | Jesse Armstrong, Adam McKay, Will Ferrell, Frank Rich, Kevin Messick, Mark Mylod, Jane Tranter, Tony Roche en Scott Ferguson (executive producers); Jon Brown en Georgia Pritchett (co-executive producers); Jonathan Glatzer (supervising producer); Will Tracy, Dara Schnapper en Gabrielle Mahon (producers); Lucy Prebble (consulting producer)                                                                                | HBO           |         |
| Better Call Saul (Seizoen 5)    | Peter Gould, Vince Gilligan, Mark Johnson, Melissa Bernstein en Thomas Schnauz (executive producers); Diane Mercer, Gordon Smith en Alison Tatlock, co-executive producers; Ann Cherkis (supervising producer); Bob Odenkirk (producer); Princess Nash (produced by) | AMC           |         |
| The Crown (Seizoen 3)           | Peter Morgan, Suzanne Mackie, Stephen Daldry, Andy Harries, Benjamin Caron, Matthew Byam Shaw en Robert Fox (executive producers); Michael Casey, Andy Stebbing, Martin Harrison en Oona O'Beirn (producers) | Netflix       |         |
| The Handmaid's Tale (Seizoen 3) | Bruce Miller, Warren Littlefield, Elisabeth Moss, Daniel Wilson, Fran Sears, Mike Barker, Eric Tuchman, Sheila Hockin, John Weber en Frank Siracusa (executive producers); Kira Snyder, Yahlin Chang en Margaret Atwood (co-executive producers); Dorothy Fortenberry en Marissa Jo Cerar (supervising producers); Nina Fiore en John Herrera (producers); Kim Todd (produced by)                                                  | Hulu          |         |
| Killing Eve (Seizoen 3)         | Sally Woodward Gentle, Lee Morris, Phoebe Waller-Bridge, Gina Mingacci, Sandra Oh, Damon Thomas, Suzanne Heathcote en Jeff Melvoin (executive producers); Lynn Horsford (co-executive producer); Nige Watson (produced by) | BBC America   |         |
| The Mandalorian (Seizoen 1)     | Jon Favreau, Dave Filoni, Kathleen Kennedy en Colin Wilson (executive producers); Karen Gilchrist (co-executive producer) | Disney+       |         |
| Ozark (Seizoen 3)               | Jason Bateman, Chris Mundy, Bill Dubuque, Mark Williams, Patrick Markey en John Shiban (executive producers); Miki Johnson (supervising producer); Erin Mitchell, Martin Zimmerman en Peter Thorell (producers); Matthew Spiegel (produced by) | Netflix       |         |
| Stranger Things (Seizoen 3)     | Iain Paterson, Shawn Levy, Dan Cohen en The Duffer Brothers (executive producers); Curtis Gwinn (co-executive producer); Rand Geiger (producer) | Netflix       |         |
| 2021 (73e)                      | |               |         |
| The Crown (Seizoen 4)           | Peter Morgan, Suzanne Mackie, Stephen Daldry, Andy Harries, Benjamin Caron, Matthew Byam Shaw en Robert Fox (executive producers); Michael Casey, Andy Stebbing, Martin Harrison en Oona O'Beirn (producers) | Netflix       |         |
| The Boys (Seizoen 2)            | Eric Kripke, Seth Rogen, Evan Goldberg, James Weaver, Neal H. Moritz, Pavun Shetty, Craig Rosenberg, Phil Sgriccia, Rebecca Sonnenshine, Ken F. Levin en Jason Netter, (executive producers); Garth Ennis, Darick Robertson en Michael Saltzman (co-executive producers); Michaela Starr (supervising producer); Gabriel Garcia (producer); Hartley Gorenstein (produced by)                                                       | Prime Video   |         |
| Bridgerton (Seizoen 1)          | Chris Van Dusen, Shonda Rhimes en Betsy Beers (executive producers); Scott Collins, Alison Eakle, Sara Fischer, Julia Quinn, Leila Cohan-Miccio, Jonathan Igla en Janet Lin (co-executive producers); Holden Chang en Sarah Dollard (producers); Sarada McDermott (produced by) | Netflix       |         |
| The Handmaid's Tale (Seizoen 4) | Bruce Miller, Warren Littlefield, Elisabeth Moss, Daniel Wilson, Fran Sears, Eric Tuchman, Sheila Hockin, John Weber, Frank Siracusa, Kira Snyder en Yahlin Chang (executive producers); Dorothy Fortenberry, Margaret Atwood, Kim Todd en Matt Hastings (co-executive producers); Nina Fiore en John Herrera (supervising producers)                                                                                              | Hulu          |         |
| Lovecraft Country (Seizoen 1)   | Misha Green, J.J. Abrams, Jordan Peele, Bill Carraro, Yann Demange en Ben Stephenson (executive producers); Rachel Rusch Rich, Jonathan I. Kidd, Sonya Winton-Odamtten en Matt King (co-executive producers); Dana Robin (produced by) | HBO           |         |
| The Mandalorian (Seizoen 2)     | Jon Favreau, Dave Filoni, Kathleen Kennedy en Colin Wilson (executive producers); Karen Gilchrist en Carrie Beck (co-executive producers); John Bartnicki (producer) | Disney+       |         |
| Pose (Seizoen 3)                | Ryan Murphy, Brad Falchuk, Nina Jacobson, Brad Simpson, Alexis Martin Woodall, Sherry Marsh, Steven Canals en Janet Mock (executive producers); Our Lady J (co-executive producer); Tanase Popa (supervising producer); Lou Eyrich, Jeff Dickerson en Todd Nenninger (producers); Kip Davis Myers (produced by) | FX Networks   |         |
| This Is Us (Seizoen 5)          | John Requa, Glenn Ficarra, Charles Gogolak, Ken Olin, Isaac Aptaker, Elizabeth Berger, Dan Fogelman en Jess Rosenthal (executive producers); Kay Oyegun, Casey Johnson, David Windsor, Vera Herbert, Julia Brownell, Kevin Falls, K.J. Steinberg en Steve Beers (co-executive producers); Elan Mastai (supervising producer); Nick Pavonetti (producer); Cathy Mickel Gibson (produced by)                                         | NBC           |         |
| 2022 (74e)                      | |               |         |
| Succession (Seizoen 3)          | Jesse Armstrong, Adam McKay, Will Ferrell, Frank Rich, Kevin Messick, Mark Mylod, Jane Tranter, Tony Roche, Scott Ferguson, Jon Brown, Lucy Prebble en Will Tracy (executive producers); Georgia Pritchett en Ted Cohen (co-executive producers); Susan Soon He Stanton en Dara Schnapper (supervising producers); Gabrielle Mahon (produced by); Francesca Gardiner (consulting producer)                                         | HBO           |         |
| Better Call Saul (Seizoen 6)    | Vince Gilligan, Peter Gould, Mark Johnson, Melissa Bernstein, Thomas Schnauz, Gordon Smith, Alison Tatlock, Diane Mercer en Michael Morris (executive producers); Ann Cherkis (co-executive producer); Trina Siopy (supervising producer); Bob Odenkirk en Jenn Carroll (producers); Jim Powers (produced by) | AMC           |         |
| Euphoria (Seizoen 2)            | Sam Levinson, Kevin Turen, Ravi Nandan, Drake, Adel "Future" Nur, Zendaya, Will Greenfield, Ashley Levinson, Hadas Mozes Lichtenstein, Ron Leshem en Tmira Yardeni (executive producers); Kenneth Yu en Harrison Kreiss (producers) | HBO / HBO Max |         |
| Ozark (Seizoen 4)               | Jason Bateman, Chris Mundy, Bill Dubuque, Mark Williams, Patrick Markey en John Shiban (executive producers); Miki Johnson en Laura Linney (co-executive producers); Erin Mitchell en Martin Zimmerman (supervising producers); Paul Kolsby en Laura Deeley (producers); Dana Scott (produced by) | Netflix       |         |
| Severance (Seizoen 1)           | Ben Stiller, Nicholas Weinstock, Jackie Cohn, Mark Friedman, Dan Erickson, Andrew Colville, Chris Black en John Cameron (executive producers); Jill Footlick en Kari Drake (co-executive producers); Adam Scott, Patricia Arquette, Aoife McArdle, Amanda Overton en Gerry Robert Byrne (producers) | Apple TV+     |         |
| Squid Game (Seizoen 1)          | Kim Ji-yeon en Hwang Dong-hyuk (executive producers) | Netflix       |         |
| Stranger Things (Seizoen 4)     | The Duffer Brothers, Dan Cohen, Shawn Levy, Curtis Gwinn en Iain Paterson (executive producers); Rand Geiger, Kate Trefry en Paul Dichter (producers); Lampton Enochs (produced by) | Netflix       |         |
| Yellowjackets (Seizoen 1)       | Jonathan Lisco, Ashley Lyle, Bart Nickerson, Drew Comins en Karyn Kusama (executive producers); Liz Phang, Jamie Travis, Brad Van Arragon, Sarah L. Thompson en Ameni Rozsa (co-executive producers); Chantelle M. Wells (supervising producer) | Showtime      |         |
| 2023 (75e)                      | |               |         |
| Succession (Seizoen 4)          | Jesse Armstrong, Adam McKay, Will Ferrell, Frank Rich, Kevin Messick, Mark Mylod, Jane Tranter, Tony Roche, Scott Ferguson, Jon Brown, Lucy Prebble en Will Tracy (executive producers); Dara Schnapper, Georgia Pritchett en Ted Cohen (co-executive producers); Susan Soon He Stanton (supervising producer); Gabrielle Mahon (produced by); Francesca Gardiner (consulting producer)                                            | HBO Max       |         |
| Andor (Seizoen 1)               | Sanne Wohlenberg, Tony Gilroy, Kathleen Kennedy, Diego Luna, Toby Haynes en Michelle Rejwan (executive producers); Kate Hazell en David Meanti (producers) | Disney+       |         |
| Better Call Saul (Seizoen 6)    | Vince Gilligan, Peter Gould, Mark Johnson, Melissa Bernstein, Thomas Schnauz, Gordon Smith, Alison Tatlock, Diane Mercer en Michael Morris (executive producers); Ann Cherkis (co-executive producer); Trina Siopy (supervising producer); Bob Odenkirk en Jenn Carroll (producers); James Powers (produced by) | AMC           |         |
| The Crown (Seizoen 5)           | Peter Morgan, Suzanne Mackie, Stephen Daldry, Andy Harries, Jessica Hobbs, Matthew Byam Shaw en Robert Fox (executive producers); Michael Casey, Andy Stebbing, Martin Harrison en Oona O'Beirn (producers) | Netflix       |         |
| House of the Dragon (Seizoen 1) | Ryan Condal, Miguel Sapochnik, George R.R. Martin, Ron Schmidt, Jocelyn Diaz, Sara Hess en Vince Gerardis (executive producers); Greg Yaitanes en David Hancock (co-executive producers); Karen Wacker (producer); Richard Sharkey (consulting producer) | HBO Max       |         |
| The Last of Us (Seizoen 1)      | Craig Mazin, Neil Druckmann, Carolyn Strauss, Rose Lam, Asad Qizilbash, Carter Swan en Evan Wells (executive producers); Jacqueline Lesko (co-executive producer); Greg Spence (producer); Cecil O'Connor (produced by) | HBO Max       |         |
| The White Lotus (Seizoen 2)     | Mike White, David Bernad en Mark Kamine (executive producers); Heather Persons en John M. Valerio (producers) | HBO Max       |         |
| Yellowjackets (Seizoen 2)       | Jonathan Lisco, Ashley Lyle, Bart Nickerson, Drew Comins, Karyn Kusama, Sarah L. Thompson en Ameni Rozsa (executive producers); Liz Phang, Julia Bicknell en Jeff W. Byrd (co-executive producers); Tayah Geist (producer); Kathy Gilroy (produced by) | Showtime      |         |
| 2024 (76e)                      | |               |         |
| Shōgun (Seizoen 1)              | Justin Marks, Michaela Clavell, Edward L. McDonnell, Michael De Luca en Rachel Kondo (executive producers); Shannon Goss en Jamie Vega Wheeler (co-executive producers); Hiroyuki Sanada en Eriko Miyagawa (producers); Erin Smith (produced by); Matt Lambert (consulting producer) | FX            |         |
| 3 Body Problem (Seizoen 1)      | D.B. Weiss, David Benioff, Alexander Woo, Bernadette Caulfield, Nena Rodrigue, Ram Bergman, Rian Johnson, Dede Gardner, Jeremy Kleiner, Brad Pitt, Xiaosong Gao, Lauren Ma, Jilong Zhao, Qi Lin, Robie Uniacke en Rosamund Pike (executive producers); Duncan Muggoch, Andrew Stanton en Derek Tsang (co-executive producers); Hameed Shaukat en Steve Kullback (producers)                                                        | Netflix       |         |
| The Crown (Seizoen 6)           | Peter Morgan, Suzanne Mackie, Stephen Daldry, Andy Harries, Christian Schwochow, Matthew Byam Shaw en Robert Fox (executive producers); Michael Casey, Andy Stebbing, Martin Harrison en Oona O'Beirn (producers) | Netflix       |         |
| Fallout (Seizoen 1)             | Jonathan Nolan, Lisa Joy, Geneva Robertson-Dworet, Graham Wagner, Athena Wickham, Todd Howard, James Altman, Margot Lulick en James W. Skotchdopole (executive producers); Stephen Semel, Karey Dornetto, Carson Mell, Kieran Fitzgerald en Jill Footlick (co-executive producers); Noreen O'Toole en Jay Worth (supervising producers); Crystal Whelan, Halle Phillips en Gursimran Sandhu (producers); Skye Wathen (produced by) | Prime Video   |         |
| The Gilded Age (Seizoen 2)      | Julian Fellowes, Gareth Neame, David Crockett, Michael Engler, Sonja Warfield, Salli Richardson Whitfield en Robert Greenblatt (executive producers); Erica Armstrong Dunbar (co-executive producer); Claire M. Shanley (producer); Holly Rymon (produced by) | HBO Max       |         |
| The Morning Show (Seizoen 3)    | Charlotte Stoudt, Mimi Leder, Michael Ellenberg, Reese Witherspoon, Jennifer Aniston, Kristin Hahn en Lauren Neustadter (executive producers); Joshua Allen, Zander Lehmann, Torrey Speer, David Auge en Lindsey Springer (co-executive producers); Bill Kennedy, Mallory Schwartz en Emily Ferenbach (supervising producers); Brian Stelter en John Blair (producers); Ronald Cosmo Vecchiarelli (produced by)                    | Apple TV+     |         |
| Mr. & Mrs. Smith (Seizoen 1)    | Donald Glover, Francesca Sloane, Stephen Glover, Hiro Murai, Nate Matteson, Anthony Katagas, Arnon Milchan, Yariv Milchan en Michael Schaefer (executive producers); Carla Ching (co-executive producer); Christian Sprenger, Fam Udeorji en Kaitlin Waldron (producers) | Prime Video   |         |
| Slow Horses (Seizoen 3)         | Graham Yost, Will Smith, Douglas Urbanski, Gail Mutrux, Iain Canning, Emile Sherman, Jane Robertson, Jamie Laurenson en Hakan Kousetta (executive producers); Julian Stevens en Simon Gillis (co-executive producers) | Apple TV+     |         |
| 2025 (77e)                      | |               |         |
| Andor (Seizoen 2)               | | Disney+       |         |
| The Diplomat (Seizoen 2)        | | Netflix       |         |
| The Last of Us (Seizoen 2)      | | HBO Max       |         |
| Paradise (Seizoen 1)            | | Hulu          |         |
| The Pitt (Seizoen 1)            | | HBO Max       |         |
| Severance (Seizoen 2)           | | Apple TV+     |         |
| Slow Horses (Seizoen 4)         | | Apple TV+     |         |
| The White Lotus (Seizoen 3)     | | HBO Max       |         |